# 张种
張種（504年—573年），字士苗，吴郡（治今江苏省苏州市）人，中国南北朝时南朝梁、南朝陳政治人物。陈宣帝时中书令。

## 生平
張種是梁太子中庶子臨海郡太守張略之子。張種少年时恬静，居处雅正，不妄交游。在梁朝担任王府法曹，转任外兵参軍，父亲去世後去职丁忧。服喪结束，担任中軍宣城王府主簿。四十几岁时，家貧，求官职担任始丰县令，入朝任中衛西昌侯府西曹掾。当时武陵王蕭紀担任益州刺史，任命張種为他属下的征西東曹掾，張種以赡养老母为由抗表陈情，没有赴任，为有司所劾，被免官。
侯景之乱，張種带着母亲東逃，逃归乡里，不久母亲去世。50岁的張種服喪哀痛过甚，荒乱中遺体没有埋葬，于是丧期满後依然如服丧之时。侯景之乱平定，張種受王僧辩推举，被起用为貞威将軍、治中從事史。母亲葬礼完毕才就职。
承聖四年（555年），貞陽侯蕭淵明称帝，張種任廷尉卿、太子中庶子。梁敬帝即位，張種任散騎常侍，转任御史中丞，兼前軍将軍。永定元年（557年），陳朝建国，陈武帝任命他为太府卿。天嘉元年（560年），任左民尚書。天嘉二年（561年），权监吴郡，不久召還任左民尚書本职。转任侍中，兼步兵校尉、因为公事免官。以白身代行太常卿，后来正式被陈文帝任命为太常卿。天康元年（566年）,陳废帝即位，加右軍将軍。没有就任，兼弘善宮衛尉，兼揚東揚二州大中正。光大二年（568年），陳宣帝即位，任都官尚書，兼左驍騎将軍。转任中書令。因病退任，受金紫光禄大夫。張種性深沉，有见识与度量，虽居显位，不谋财贿。时人以为有宰相之器。
太建初年，張種的女儿是始興王陳叔陵王妃，張種被赐宅邸，受無錫、嘉興县侯之秩。太建五年（573年），去世。享年七十岁。追贈特進。諡元子，有文集十四卷。

## 延伸阅读
[在维基数据编辑]
 《陳書·卷21》，出自姚思廉《陳書》